# O altă personalitate
O altă personalitate (în engleză On a Clear Day You Can See Forever) este un film muzical/fantezie romantică din 1970 regizat de Vincente Minnelli. Scenariul îi aparține lui Alan Jay Lerner fiind adaptat după varianta de scenă cu același nume din 1965. Cântecele din film conțin versuri de Lerner și muzică de Burton Lane.
Talentele aclamatului regizor Vincente Minnelli („Meet Me in St. Louis”, „Un american la Paris”) și legendarei Barbara Streisand își unesc puterile pentru a aduce cu grandoare această producție Broadway pe marile ecrane. Streisand este Daisy Gamble, o fumătoare înrăită, puțin cam țicnită, care încearcă cu disperare să se vindece de această dependență.
Metoda miraculoasă de vindecare se dovedește a fi doctorul Marc Chabot (Yves Montand), un psihanalist care folosește hipnoza. Însă de fiecare dată când Daisy intră în transă poate retrăi momente din viețile anterioare și-și poate însuși noi personalități, inclusiv pe cea a "Melindei", o cochetă englezoaică din secolul al XIX-lea.
Și cât ai zice „amor”, doctorul Marc se îndrăgostește de cuceritoarea și evaziva Melinda... în timp ce, la rândul ei, Daisy se îndrăgostește până peste cap de frumosul hipnotist. Bob Newhart și Jack Nicholson aduc o notă aparte de umor acestei aventuri amoroase cu năbădăi.

## Distribuție
- Barbra Streisand . . . Daisy Gamble
- Yves Montand . . . . . Marc Chabot
- Larry Blyden . . . . Warren Pratt
- Bob Newhart . . . . Dr. Mason Hume
- Simon Oakland . . . . Dr. Conrad Fuller
- John Richardson . . . Robert Tentrees
- Jack Nicholson . . . . . Tad Pringle
- Roy Kinnear . . . . . Prințul Regent